# Relaciones Guinea Ecuatorial-México
Las naciones de Guinea Ecuatorial y México establecieron relaciones diplomáticas en 1975. Ambas naciones son miembros de la Asociación de Academias de la Lengua Española, Naciones Unidas y la Organización de Estados Iberoamericanos.

## Historia
Guinea Ecuatorial y México comparten una historia común en el hecho de que ambas naciones fueron colonizadas por España y formaban parte del Imperio español. Durante el Comercio atlántico de esclavos, España transportó a gente esclavizada de Guinea Ecuatorial a México, donde llegaron principalmente a la ciudad portuaria de Veracruz. El 16 de septiembre de 1821, México obtuvo su independencia de España y el 12 de octubre de 1968, Guinea Ecuatorial obtuvo su independencia de España. 
El 26 de septiembre de 1975, Guinea Ecuatorial y México establecieron relaciones diplomáticas.  Desde el establecimiento de relaciones diplomáticas, las relaciones entre ambas naciones han tenido lugar principalmente en foros internacionales como en las Naciones Unidas. En 2005, el ministro de Relaciones Exteriores de Guinea Ecuatorial Pastor Micha Ondó Bile visitó México. En mayo de 2007, el ministro de Información, Cultura y Turismo de Guinea Ecuatorial Santiago Nsobeya Efuman realizó una visita a México, donde se reunió con funcionarios del gobierno mexicano para explorar esquemas de cooperación en el campo de la capacitación técnica en los medios, la cultura y el turismo. Como resultado de la visita, se re-iniciaron las negociaciones para un Acuerdo de Cooperación Educativa y Cultural entre ambas naciones.
En julio de 2011, México participó como observador durante la Cumbre de la Unión Africana 2011 celebrada en la capital ecuatoguineana de Malabo con el Jefe de Misión de la Embajada de México en Adís Abeba, Etiopía asistiendo a la cumbre.  En octubre de 2014, Guinea Ecuatorial remitió a consideración de las autoridades
mexicanas un Memorándum de Entendimiento entre ambos países en el ámbito de la avicultura, un Acuerdo Marco de Cooperación y un Reglamento Interno de la Comisión Mixta de Cooperación entre los dos gobiernos. Hay un gran potencial de cooperación en los ámbitos educativo y cultural por el hecho de que Guinea Ecuatorial es el único país hispanohablante en África. 
En noviembre de 2015, el viceministro de Relaciones Exteriores, Alfonso Nsue Mokuy, realizó una visita al Estado mexicano de Oaxaca para reunirse con miembros de las comunidades afromexicana del Estado y asistir al Segundo Coloquio Internacional sobre Afrodescendientes. En noviembre de 2016, durante la cumbre de la Organización Internacional de la Francofonía celebrada en Antananarivo, Madagascar; se realizó una reunión bilateral entre las delegaciones de México y Guinea Ecuatorial, en la que participaron el director general de México para Europa, Embajador Francisco del Río López y el senador ecuatoguineano Agustín Nza Nfumu.
En mayo de 2017, el Primer ministro ecuatoguineano Francisco Pascual Obama Asue asistió a la conferencia de la Plataforma Global para la Reducción del Riesgo de Desastres celebrada en Cancún y donde se reunió con el presidente Enrique Peña Nieto.
En diciembre de 2018, el ministro de Relaciones Exteriores de Guinea Ecuatorial Simeón Oyono Esono Angüe realizó una visita a México para asistir a la toma de posesión del Presidente Andrés Manuel López Obrador. En marzo de 2019, un refugiado político ecuatoguineano habló con el presidente López Obrador para pedirle a México que intervenga contra la dictadura de 40 años en Guinea Ecuatorial del presidente Teodoro Obiang Nguema Mbasogo.
En 2023, ambas naciones celebraron 48 años de relaciones diplomáticas. En octubre de 2024, el vicepresidente Teodorín Nguema Obiang viajó a México para asistir a la toma de posesión de la presidenta Claudia Sheinbaum.

## Visitas de alto nivel
Visitas de alto nivel de Guinea Ecuatorial a México
- Ministro de Relaciones Exteriores Pastor Micha Ondó Bile (2005)
- Ministro de Información, Cultura y Turismo Santiago Nsobeya Efuman (2007)
- Viceministro de Relaciones Exteriores Alfonso Nsue Mokuy (2015, 2016, 2018)
- Primer Ministro Francisco Pascual Obama Asue (2017)
- Ministro de Relaciones Exteriores Simeón Oyono Esono Angüe (2018)
- Vicepresidente Teodorín Nguema Obiang (2024)

## Comercio
En 2023, el comercio entre Guinea Ecuatorial y México ascendió a $10,7 millones de dólares. Las principales exportaciones de Guinea Ecuatorial a México son: petróleo y madera. Las principales exportaciones de México a Guinea Ecuatorial son: tubos y tuberías de acero y hierro, maquinaria, refrigeradores, vehículos de transporte, instrumentos y aparatos de geodesia, medicamentos, alcohol, chocolate, y pescado.

## Misiones diplomáticas
- Guinea Ecuatorial está acreditado ante México a través de su embajada con sede en Washington D. C., Estados Unidos.[15]
- México está acreditado ante Guinea Ecuatorial a través de su embajada en Abuya, Nigeria.[16]